# 15375 Laetitiafoglia
15375 Laetitiafoglia eller 1997 BO9 är en asteroid i huvudbältet som upptäcktes den 30 januari 1997 av de båda italienska astronomerna Ulisse Munari och Maura Tombelli vid Cima Ekar-observatoriet. Den är uppkallad efter Laetitia Foglia.
Asteroiden har en diameter på ungefär 2 kilometer.